# 广西异掌溪蟹
广西异掌溪蟹（学名：Heterochelamon guangxiense）为溪蟹科异掌溪蟹属的动物。在中国大陆，分布于广西等地，常栖息于溪流石下。